# Gabriel Betancourt Mejía
Gabriel Betancourt Mejía (Medellín, 27 de abril de 1918 - Bogotá, 23 de marzo de 2002) fue un político y diplomático colombiano.
Fue conocido por ser quien creó el crédito educativo para facilitar el acceso a la universidad a los estudiantes de escasos recursos.

## Biografía
Gabriel Betancourt Mejía nació en Medellín, en el seno de una familia acomodada que tenía orígenes de Francia y España la cual se instaló en dicha ciudad durante aproximadamente tres siglos. En 1929 a causa de la crisis económica su familia quedó en la ruina y se radicó en Bogotá, ciudad donde él se educaría con muchas dificultades. 
Realizó estudios secundarios en el Colegio de San Bartolomé de Bogotá, y se doctoró en Ciencias Económicas y Jurídicas en 1942, en la Universidad Javeriana.
Contrajo nupcias con Yolanda Pulecio y de esa unión nacieron Ingrid Betancourt y Astrid Betancourt.

## Trayectoria política
Se desempeñó como Secretario General la ANDI (Asociación Nacional de Industriales), secretario de la Comisión Económica de la Conferencia Panamericana en Bogotá (1948), secretario de Asuntos Técnicos y Económicos del presidente Mariano Ospina Pérez, quien creó el 3 de agosto de 1950, el Instituto Colombiano de Crédito Educativo y Estudios Técnicos en el Exterior (ICETEX), del cual fue su primer director.
Gabriel Betancourt Mejía fue nombrado Ministro de Educación durante el gobierno del presidente Gustavo Rojas Pinilla y creó el Planeamiento Integral de la Educación, el cual inició un movimiento extendido primero en la América Latina, a través de la Organización de Estados Americanos (OEA), y luego en el mundo, por intermedio de la Unesco donde se desempeñó como embajador de Colombia y subdirector de dicho organismo.
En 1966 fue nombrado nuevamente ministro de Educación, por el presidente Carlos Lleras Restrepo, durante esta administración se crearon el Plan de Emergencia Educativa de 1967; los Institutos de Educación Media Diversificada (INEMS) y Técnicos Agrícolas (ITAS); el Instituto Colombiano para el Fomento de la Educación (ICFES), Colciencias, Colcultura, Coldeportes y el Instituto Colombiano de Pedagogía (ICOLPE).
El 23 de noviembre de 1969 participó en la fundación de la Asociación Panamericana de instituciones de Crédito Educativo, ÁPICE, organismo internacional, sin ánimo de lucro, con sede en Bogotá, Colombia, en virtud de la Ley 14 de 1980 de la República de Colombia, y fue elegido Presidente honorario vitalicio de esta organización.

## Muerte
Gabriel Betancur Mejía falleció el 23 de marzo del año 2002 debido a un infarto, un mes después del secuestro de su hija Ingrid Betancourt por parte de las FARC.
Betancourt falleció mientras esperaba el regreso de su hija y cuando se recuperaba de una operación de corazón abierto que se le realizó a finales de enero del 2002. Ese mes sufrió dos infartos, los que sumados a sus complicaciones renales lo mantenían en una lucha permanente para recobrar su salud.

## Homenajes
- El Centro Cultural de la Universidad Pedagógica Nacional de Colombia en Bogotá recibe el nombre de Gabriel Betancourt Mejía.
- La plazoleta ubicada en la calle 18 entre las carreras segunda y tercera de la nomenclatura actual de la ciudad de Bogotá es conocida como Gabriel Betancourt Mejía.
- La Asociación Panamericana de Instituciones de Crédito Educativo, ÁPICE, conjuntamente con el ICETEX, la Pontificia Universidad Javeriana( Colombia), la Universidad de los Andes (Colombia), la Secretaría del Convenio Andrés Belo (SECAB), la Fundación APEC de Crédito Educativo, FUNDAPEC (República Dominicana), la Fundación APLUB de Crédito Educativo, FUNDAPLUB (Brasil), y AVIATUR (Colombia), erigieron la escultura en bronce, de 1.72 m., en la Plazoleta Gabriel Betancourt Mejía, la cual fue inaugurada el 17 de noviembre de 2011.
- La Asociación de Universidades de América Latina y el Caribe para la Integración (AUALCPI) planteó el desarrollo de una Cátedra Latinoamericana para la integración, donde las universidades participen en temas comunes para los países miembros y se incentive el acercamiento de las naciones que se bautiza con el nombre de Gabriel Betancourt recordando que él se dedicó a lo largo de su vida a promover la integración de la Comunidad Latinoamericana de Naciones como un bloque mundial capaz de negociar, en igualdad de condiciones con otros bloques como la Unión Europea y los Estados Unidos y quien, en la creación de dicha comunidad, vio plasmado el sueño de Bolívar de lograr un mejor bienestar y una convivencia pacífica de los latinoamericanos de todas las condiciones sociales y económicas.[5]